# Leucocelis uluguruensis
Leucocelis uluguruensis är en skalbaggsart som beskrevs av Moser 1921. Leucocelis uluguruensis ingår i släktet Leucocelis och familjen Cetoniidae. Inga underarter finns listade i Catalogue of Life.